# Mighty Jets Football Club
Le Mighty Jets Football Club est un club nigérian de football basé à Jos.

## Palmarès
- Championnat du Nigeria
  - Champion : 1972

- Coupe du Nigeria
  - Finaliste : 1972, 1974